# Украински новини
Украински новини (на украински: Українські новини) е информационна агенция в Украйна. Тя е част от „Интер Медия Груп“, която публикува новини, снимки и видеоклипове.

## История
Основана през 1993 г. от редактора на „Украинформ-бизнес-новин“ Михаил Коломиец, който ръководи агенцията до смъртта си през 2002 г. в Беларус. След смъртта на Коломиец агенцията попада под пълния контрол на политика и бизнесмен Валери Хорошковски. От май 2006 г. агенцията разполага със собствен пресцентър.
През 2008 г. Украински новини става част от украинската медийна група „Интер Медия Груп“. През 2009 г. агенцията стартира услугата „Украинско фото“.
През 2015 г. агенцията е първата в Украйна, която започва да произвежда фото и видео материали с помощта на мултикоптер.